# Telealtomilanese
Telealtomilanese è stata una emittente televisiva lombarda creata da Renzo Villa e Giuseppe Mancini nel 1975 grazie all'impegno di Enzo Tortora che è diventato il volto simbolo dell'emittente e della battaglia per la cosiddetta "Libertà d'antenna". Fu la prima emittente privata italiana a mandare in onda un telegiornale e la sesta emittente in assoluto, dopo Firenze Libera (Agosto 1974), Telediffusione Italiana Telenapoli, Telebiella, Telereggio, Telegenova e Teleromagna. Il capitale iniziale era di 400 milioni di Lire, interamente versato da undici "big" della finanza.
È stata la prima emittente dell'alto milanese a trasmettere, a colori, in concorrenza con la Rai. I programmi maggiormente di punta erano: Aria di Mezzanotte, condotto da Enzo Tortora, Il Pomofiore, Scaricabarile, presentato da Leo Colonna (nome d'arte di Maurizio Martellini) e Playboy di Mezzanotte, trasmesso il sabato a mezzanotte, un varietà con cabarettisti ed annesso spogliarello, presentato da Ernest Thole.
La sede si trovava a Busto Arsizio in via Caprera 28.

## Storia
L'esperienza di Telealtomilanese è nata il 10 aprile 1975, anche se l'inaugurazione è avvenuta il 1º novembre, quando Renzo Villa, grazie anche al sostegno del petroliere Mancini, ha fondato questa nuova emittente, che presto ha subito il sequestro di alcune telecamere e il trasmettitore. Poi, grazie anche all'interessamento degli avvocati Eugenio Porta di Genova e Vittorio Celiento di Busto Arsizio, Telealtomilanese ha ottenuto la sentenza di assoluzione dal tribunale di Busto Arsizio, pronunciata dal pretore Gaetano Cioffi, alle ore 14 del 23 febbraio 1976, prima dell'importante pronunciamento della Corte Costituzionale su Telebiella (sentenza n. 202 del 28 luglio 1976). Il giorno successivo, il settimanale bustese La spinta, ha titolato a caratteri cubitali: "LIBERA ANTENNA IN LIBERO STATO".
In un'intervista, Renzo Villa ha dichiarato:
Telealtomilanese disponeva di particolari studi: erano al secondo piano di un capannone, e avevano un'altezza massima di metri 3,2 (attualmente gli studi si progettano con minimo 8 metri di altezza) e al centro di questi studi c'era una grossa colonna. Insomma gli studi non erano a norma, ma nonostante questo l'emittente era seguitissima e le produzioni tv curatissime. Telealtomilanese disponeva di un trasmettitore sul Sacro Monte di Varese.
Nell'emittente lavorarono anche Ettore Andenna, Lucio Flauto, Cino Tortorella ed Enzo Tortora. Quest'ultimo oltre a condurre Aria di Mezzanotte, dove per la prima volta sono stati trasmessi spogliarelli integrali e sedute spiritiche, ebbe l'idea de Il Pomofiore (da POMOdoro e FIORE), trasmissione che poi fu affidata nella conduzione a Lucio Flauto perché intanto Tortora aveva saputo che sarebbe partito con Portobello sulla Rai. La valletta era Sabina Ciuffini, e le annunciatrici Fiorella Pierobon, Giovanna Massironi e Malisa Longo. Da una scissione di Telealtomilanese nacque a opera di Renzo Villa ed Enzo Tortora, Antennatre Lombardia (3 novembre 1977).
In seguito alla scissione di Tortora, già dalla fine del 1976 e poi di Villa, alcune trasmissioni sono state riproposte con nomi diversi. Il Pomofiore, ad esempio, a partire dall'autunno 1976 divenne La Ciperita (da CIPolla e margheRITA).
Telealtomilanese è stata acquistata nel 1977 dal Gruppo Rizzoli, un gigante dell'editoria su carta stampata che tentava anche di sfondare sull'etere, e affidata a Gigi Speroni, Fabrizio Scaglia e Carlo Palumbo, che dirigeva il telegiornale del Corriere d'Informazione. All'interno, Vittorio Giovanelli era direttore dei programmi TV. Inoltre nasceva anche, nel 1980, Rizzoli TV Distribuzione (capo settore Margherita Caligiuri).
Telealtomilanese avrebbe dovuto essere inglobata in un grosso network commerciale che allora stava nascendo, Primarete Indipendente (PIN), con Maurizio Costanzo come nume tutelare. Telealtomilanese, nel frattempo trasferita da Busto Arsizio a Cologno Monzese, ha cessato di trasmettere nel 1981 dopo la cessione delle frequenze alla Fininvest di Silvio Berlusconi.
Dal 1979 al 1981 la giornalista Maria Cristina Giongo (Almaviva) ha condotto in diretta, ogni pomeriggio, per Telealtomilanese (Gruppo Rizzoli- Primarete Indipendente) dagli studi di Cologno Monzese, il programma Spendiamoli bene - in seguito chiamato Utilissimo - con interviste a personaggi del mondo della politica, economia, medicina, sport e spettacolo.

## Programmi
- Aria di Mezzanotte
- A Mezzanotte va...
- Birimbao
- Campanile in piazza
- Il Grande clik, condotto da Catherine Spaak
- Il Pomofiore, condotto da Enzo Tortora
- La Ciperita
- L'ora di Mazzola, condotto da Sandro Mazzola
- Playboy di Mezzanotte, condotto da Ninni Di Lauro
- Lo Schiaffobacio
- Settimo Round
- Scaricabarile
- Spendiamoli bene
- Utilissimo
- Video libero, condotto da Renzo Villa
- Vince chi perde